# Alfred Bohl
Alfred Bohl (* 8. Januar 1909 in Münsterberg in Schlesien; † 25. Dezember 1989 in Weimar) war ein deutscher Schauspieler, Hörspiel- und Synchronsprecher.

## Leben
Bohl war viele Jahre lang am Deutschen Nationaltheater Weimar als Theaterschauspieler engagiert und wurde in seinen letzten Lebensjahren dort als Ehrenmitglied des Theaters geführt. Am Theater in Gera spielte er 1945 den Hauptmann in Büchners Woyzeck. Darüber hinaus war er vor allem beim Hörfunk und im Bereich der Synchronisation tätig. Alfred Bohl sprach die Rolle des Dr. Watson in 10 der 14 Spielfilme der Sherlock-Holmes-Reihe mit Basil Rathbone und Nigel Bruce aus den 1940er Jahren. Die Synchronfassungen stammen aus dem Jahre 1969 und entstanden in den Studios des DEFA Studios für Synchronisation, Weimar. In den übrigen vier Filmen (synchronisiert erst 1992 in Hamburg) und den um 1981 produzierten Neusynchronisationen übernahm Hinrich Köhn diese Rolle.

## Wirken

### Synchronisationen (Auswahl)
- 1943: Verhängnisvolle Reise
- 1943: Gespenster im Schloß
- 1944: Das Spinnennest
- 1944: Die Kralle
- 1944: Die Perle der Borgia
- 1945: Das Haus des Schreckens
- 1945: Die Frau in Grün
- 1945: Gefährliche Mission (Pursuit to Algiers)
- 1946: Juwelenraub
- 1946: Jagd auf Spieldosen
- 1959: Die Prinzessin mit dem goldenen Stern (Princezna se zlatou hvězdou)
- 1960: Die Umstandskrämer (Les Tortillards)[3]
- 1960: Das fliegende Schiff
- 1962: Die Nacht vor Weihnachten
- 1976: Die Braut mit den schönsten Augen
- 1977: Wie man Dornröschen wachküßt
- 1978: Däumelinchen
- 1980: Anja und die vier Jahreszeiten
- 1980: Die Nachtigall
- 1981: Märchen in der Nacht erzählt

### Filmografie
- 1954: Ernst Thälmann – Sohn seiner Klasse
- 1968: Die Spur von meinen Erdentagen

### Hörspiele
- 1968: 's ist Feierabend; Es ist Feierabend (Bär) – Regie: Walter Niklaus
- 1968: Saschko, der Bandit: Im Gespensterwald (6) (Starost) – Regie: Walter Niklaus
- 1969: Der Umzug und Die Gartenparty – Regie: Walter Niklaus
- 1969: Der Schatz (Kara-Bulak) – Regie: Hans Knötzsch
- 1970: Student der Liebe: Der Wundertäter (6) (Bäcker) – Regie: Walter Niklaus
- 1971: Ein wenig Liebe: Tabak (1) – Regie: Walter Niklaus
- 1971: Gepäckfach neunzehn; Gepäckfach 19 (Schloßkastellan Niese); – Regie: Walter Niklaus
- 1971: Bahnschranke Kienbusch (Hans Mattusch) – Regie: Walter Niklaus
- 1972: Der Mann mit dem Fahrrad (Karl) – Regie: Walter Niklaus
- 1973: Der Besuch (Opa) – Regie: Walter Niklaus